# Audrain County
Das Audrain County ist ein County im US-amerikanischen Bundesstaat Missouri. Im Jahr 2020 hatte das County 24.962 Einwohner und eine Bevölkerungsdichte von 13,9 Einwohnern pro Quadratkilometer. Der Verwaltungssitz (County Seat) ist Mexico.

## Geographie
Das County liegt nördlich des geographischen Zentrums von Missouri und ist im Nordosten etwa 40 km vom Mississippi entfernt, der die Grenze zu Illinois bildet. Das Audrain County hat eine Fläche von 1805 Quadratkilometern, wovon zehn Quadratkilometer Wasserfläche sind. An das Audrain County grenzen folgende Nachbarcountys:
| Randolph County | Monroe County   | Ralls County      |
|                 |                 | Pike County       |
| Boone County    | Callaway County | Montgomery County |

## Geschichte
Das Audrain County wurde am 12. Januar 1831 aus Teilen des Ralls County gebildet. Benannt wurde es nach Samuel Audrain, einem frühen Siedler in diesem Gebiet.

## Demografische Daten
Nach der Volkszählung im Jahr 2010 lebten im Audrain County 25.529 Menschen in 9532 Haushalten. Die Bevölkerungsdichte betrug 14,2 Einwohner pro Quadratkilometer. In den 9532 Haushalten lebten statistisch je 2,46 Personen.
Ethnisch betrachtet setzte sich die Bevölkerung zusammen aus 89,8 Prozent Weißen, 6,4 Prozent Afroamerikanern, 0,4 Prozent amerikanischen Ureinwohnern, 0,5 Prozent Asiaten sowie aus anderen ethnischen Gruppen; 1,7 Prozent stammten von zwei oder mehr Ethnien ab. Unabhängig von der ethnischen Zugehörigkeit waren 2,6 Prozent der Bevölkerung spanischer oder lateinamerikanischer Abstammung.
24,9 Prozent der Bevölkerung waren unter 18 Jahre alt, 59,1 Prozent waren zwischen 18 und 64 und 16,0 Prozent waren 65 Jahre oder älter. 53,8 Prozent der Bevölkerung war weiblich.

Das jährliche Durchschnittseinkommen eines Haushalts lag bei 40.935 USD. Das Prokopfeinkommen betrug 18.800 USD. 17,0 Prozent der Einwohner lebten unterhalb der Armutsgrenze.

## Ortschaften im Audrain County
Citys
| - Centralia1 - Farber - Laddonia | - Mexico - Vandalia2 |

Town
- Martinsburg

Villages
- Benton City
- Rush Hill
- Vandiver

Unincorporated Communitys
- Riversville
- Rowena
- Scotts Corner
- Thompson

1 – teilweise im Boone County

2 – teilweise im Ralls County

## Gliederung
Das Audrain County ist in 8 Townships eingeteilt:
| Township            | Einwohner (2020) | FIPS     |
| ------------------- | ---------------- | -------- |
| Cuivre Township     | 4717             | 19-17686 |
| Linn Township       | 586              | 19-43148 |
| Loutre Township     | 813              | 19-44210 |
| Prairie Township    | 901              | 19-59474 |
| Saling Township     | 1457             | 19-65432 |
| Salt River Township | 9398             | 19-65558 |
| South Fork Township | 5383             | 19-68744 |
| Wilson Township     | 1707             | 19-80152 |

Quelle: US Census 2020